# 布喇格环形山
布喇格环形山（Bragg）是月球背面北半部一座古老的大撞击坑，约形成于45.5-39.2亿年前的前酒海纪，其名称取自英国物理学家，1915年诺贝尔物理学奖得主—威廉·亨利·布拉格爵士（1862年-1942年），1970年被国际天文学联合会正式批准接受。

## 描述

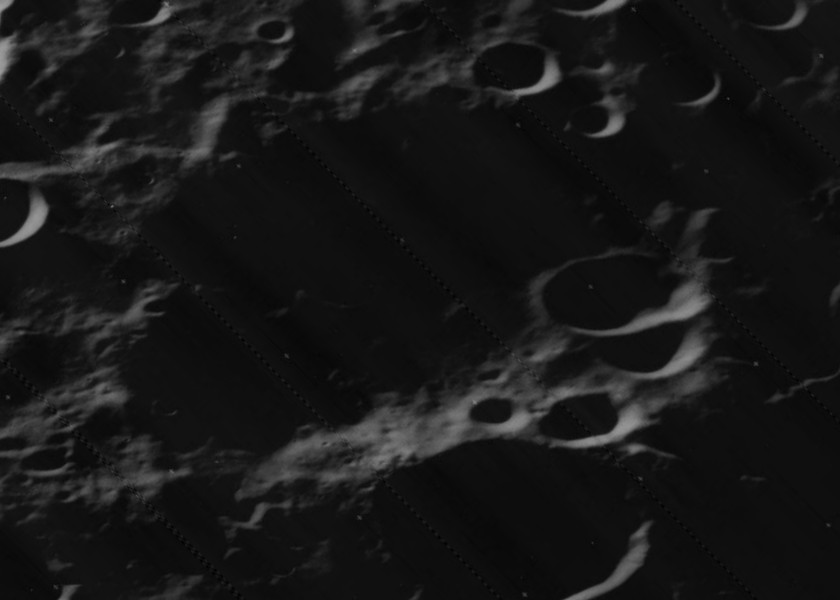
月球轨道器5号拍摄的西向斜视图

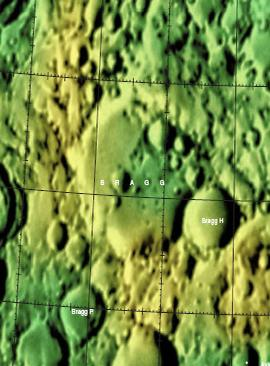
LAC-36 区域图。

该陨坑就位于月球正面西北边沿之后，所在区域地形极为崎岖，遍布众多的小撞击坑，环周边主要分布有：西侧为拉基尼环形山、西北是环壁平原-斯特藩环形山、较大的雷宁环形山位于它的北面、东北则是较小的舍恩菲尔德陨石坑，而大陨坑阿维森纳环形山和巨大的环壁平原-洛伦兹环形山分别坐落在它的东南及东南偏南，它的西南偏南则与较大的温洛克环形山相毗邻。
该陨坑中心月面坐标为42°20′N 103°26′W / 42.33°N 103.44°W，直径77.21公里，深度约2.78公里。
布喇格环形山坑壁已被后续的撞击严重侵蚀和更改，整体外观类似月表上一处形状不规则的洼地。只有西侧坑壁相对保存最完整，而北侧和东侧几乎已完全磨损并覆盖了一系列更小的撞击坑，其中最突出的是位于东南坑壁上的卫星坑布喇格 H。布喇格环形山坑壁最大高出周边地形1340米，内部容积约5459立方千米。

## 卫星陨石坑
按惯例，最靠近布喇格环形山的卫星坑将在月图上以字母标注在它的中心点旁边.
| 布喇格 | 纬度     | 经度      | 直径      |
| ------ | -------- | --------- | --------- |
| H      | 41.47° N | 101.35° W | 36.61公里 |
| M      | 38.87° N | 102.77° W | 44.32公里 |
| P      | 39.75° N | 104.76° W | 28.95公里 |

- 卫星坑布喇格 H约形成于早雨海世[1]；

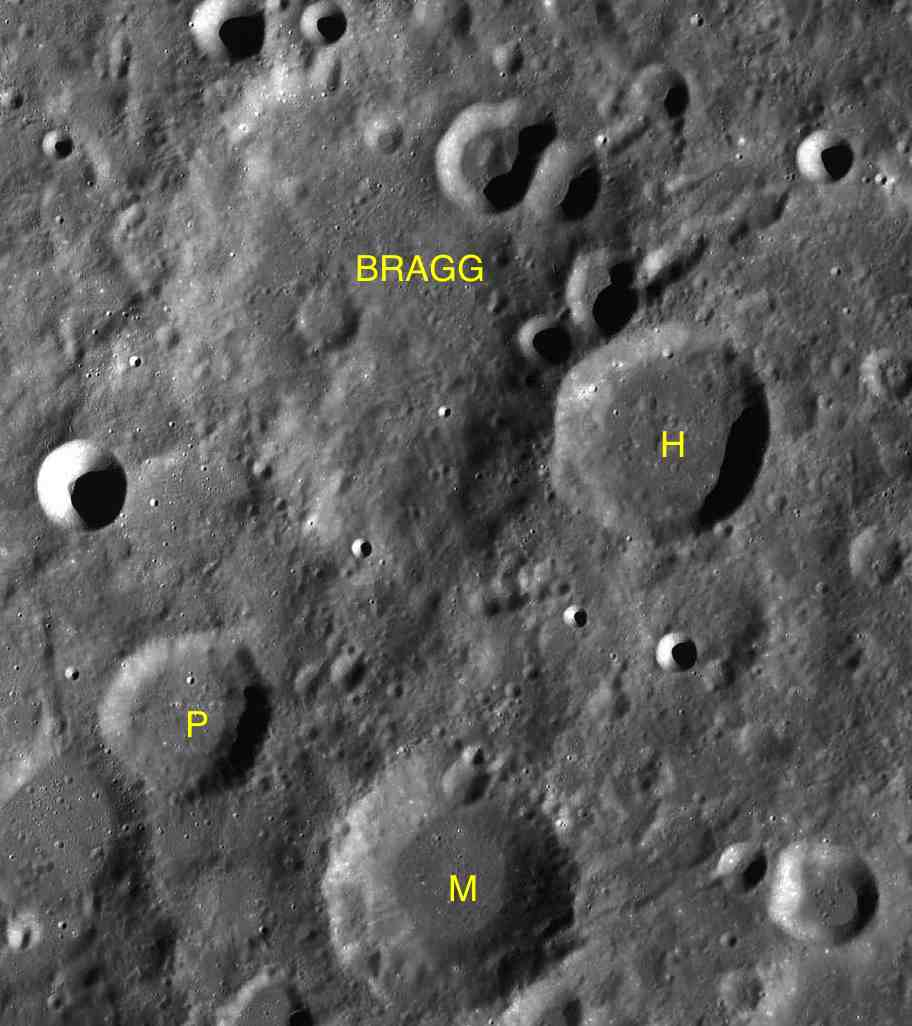
LAC-36 区域图

- 卫星坑布喇格 M和布喇格 P约形成于酒海纪[1]。

## 参引资料
1. 1 2 3 4 5 6  Lunar Impact Crater Database
2. ↑   (PDF).   [2017-03-18]. （原始内容存档 (PDF)于2013-02-20）.
3. ↑  .   [2017-03-18]. （原始内容存档于2019-12-15）.

## 另请参阅
- Andersson, L. E.; Whitaker, E. A. . NASA RP-1097. 1982.
- Blue, Jennifer. . USGS. July 25, 2007  [2007-08-05]. （原始内容存档于2018-12-25）.
- Bussey, B.; Spudis, P. . New York: Cambridge University Press. 2004. ISBN 978-0-521-81528-4.
- Cocks, Elijah E.; Cocks, Josiah C. . Tudor Publishers. 1995. ISBN 978-0-936389-27-1.
- McDowell, Jonathan. . Jonathan's Space Report. July 15, 2007  [2007-10-24]. （原始内容存档于2018-12-25）.
- Menzel, D. H.; Minnaert, M.; Levin, B.; Dollfus, A.; Bell, B. . Space Science Reviews. 1971, 12 (2): 136–186. Bibcode:1971SSRv...12..136M. doi:10.1007/BF00171763.
- Moore, Patrick. . Sterling Publishing Co. 2001. ISBN 978-0-304-35469-6.
- Price, Fred W. . Cambridge University Press. 1988. ISBN 978-0-521-33500-3.
- Rükl, Antonín. . Kalmbach Books. 1990. ISBN 978-0-913135-17-4.
- Webb, Rev. T. W.  6th revised. Dover. 1962. ISBN 978-0-486-20917-3.
- Whitaker, Ewen A. . Cambridge University Press. 1999. ISBN 978-0-521-62248-6.
- Wlasuk, Peter T. . Springer. 2000. ISBN 978-1-85233-193-1.